# 一円荘園
一円荘園（いちえんしょうえん）とは、単一の荘園領主による排他的な支配が実現している荘園のこと。一円荘（いちえんのしょう）とも。

## 概要
通常、荘園を支配する領主は重層性を持ち、貴族・寺社などの荘園領主と預所・荘官・地頭などの在地領主が異なるのが普通であった。また、これとは別に荘園の成立過程において、四至を確定する際に散在していた公領や他者が所有する荘園を四至内に取り込んでしまう場合もあった（反対に買得した土地が実は公領や他の荘園に取り囲まれているということもあり得た）。これに対して、こうした領主の錯綜や重層性を排し、単一の領主が在地を把握している状態にある荘園を一円荘園と称したのである。
古代より、国司や他の領主とのトラブルを回避するため、買得や相博によって一円化が行われる場合があった。例えば、金剛峯寺が寺の敷地と隣接した官省符荘を紀伊国内の他の荘園と荘園内にある公領を相博して一円荘園としていた例がある。一円荘園にすることで、公領などの他領の存在を否定するとともに、内部に散在する公領の存在を理由とした国司からの徴税や役人の立入を防ぎ、不輸・不入の確立を図る場合もあった。一円荘園が多くみられるようになるのは、鎌倉時代後期に下地中分や地頭請によって、在地領主が荘園の一部を排他的に支配できるようになって以後のことと考えられている。南北朝時代になると、地頭などの武家側の影響を排除して荘園領主である公家・寺社側による一円荘園が実現した「寺社本所一円領」や反対に武家側による一円荘園が実現した「武家領」などが登場することになる。